# Carlos Arano
Carlos Andrés Arano est un footballeur argentin né le 6 mai 1980 à Avellaneda ( Argentine). 